# Porto Said
Porto Said (in arabo بورسعيد‎?, Būr Saʻīd) è una città del nordest dell'Egitto, capoluogo dell'omonimo governatorato. Sorge su una lingua di terra tra il lago Manzala, il Mediterraneo e l'imboccatura del canale di Suez.

## Geografia

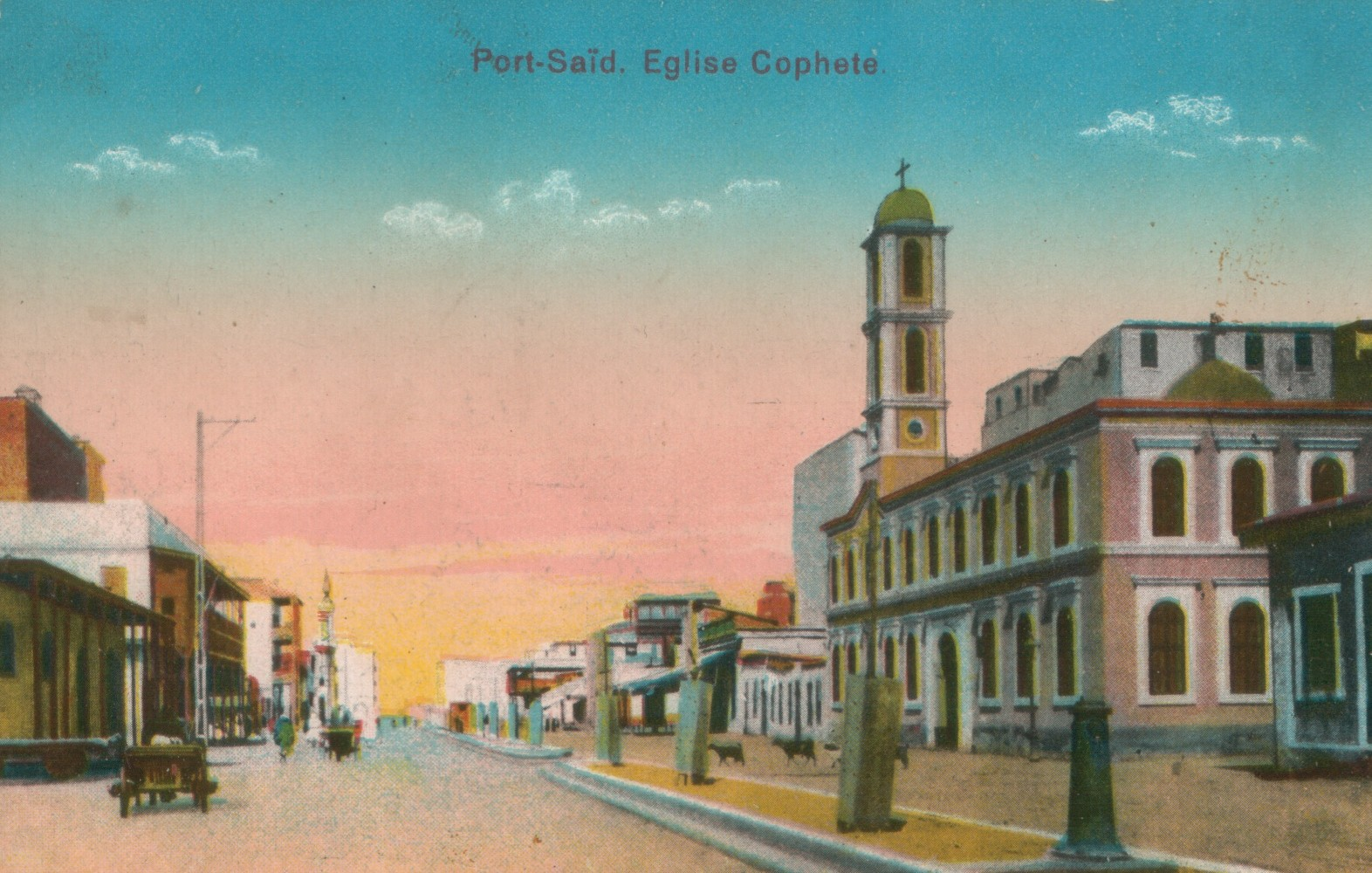
Porto Said (cartolina del 1915 circa).

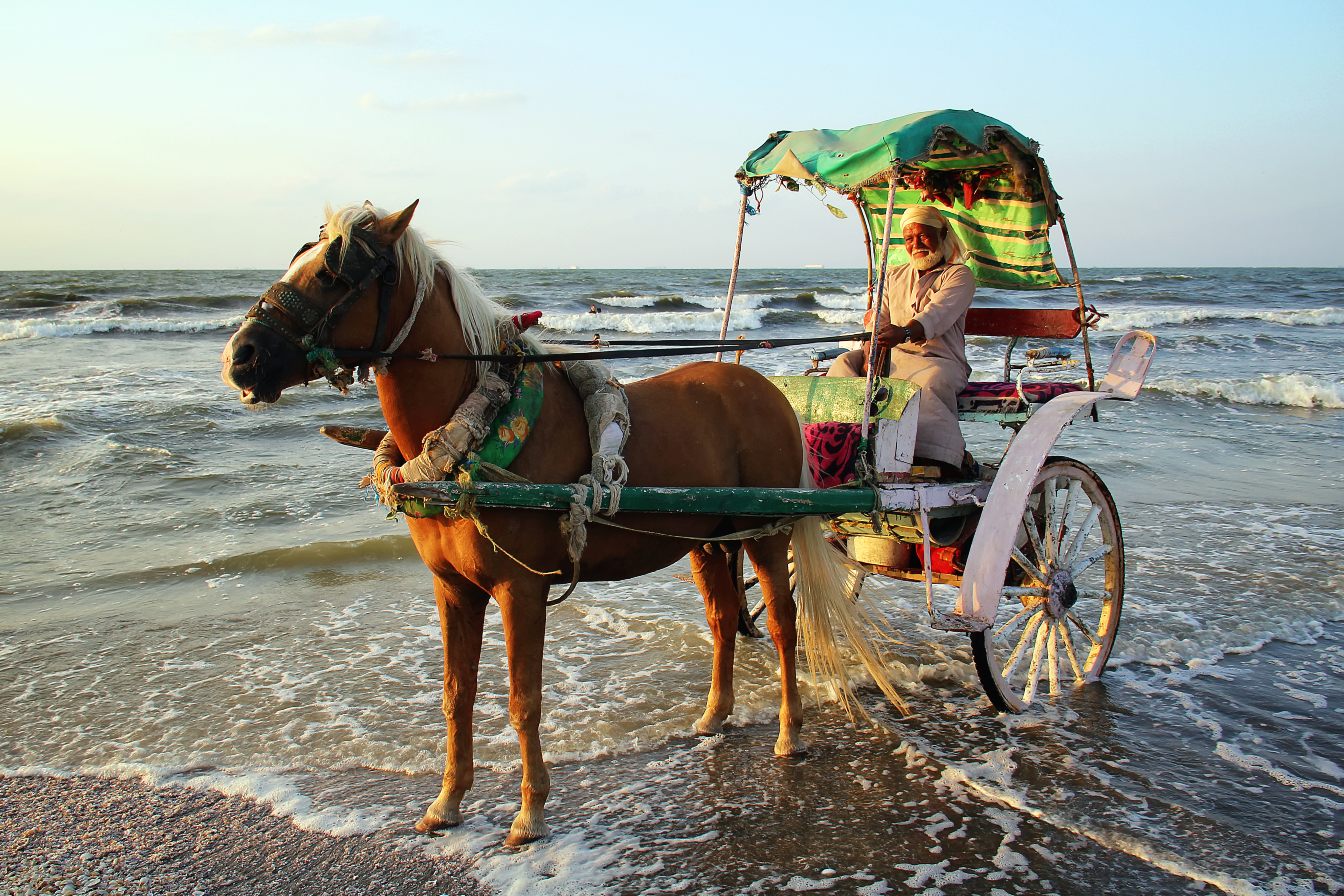
Nella spiaggia di Porto Said

La città, rispetto ai canoni egiziani, è di recente costruzione (1859) e venne commissionata dal pascià Said.

Ci sono numerose case antiche con grandi terrazze su tutti i piani che danno uno stile distintivo alla città.
All'altro lato del canale si trova Porto Fuad, con la quale si è conurbata, e alla quale è collegata attraverso traghetti gratuiti che fanno servizio durante tutto il giorno.
La città è sede di una diocesi della Chiesa copta fondata nel 1976 dal vescovo Tadros. Nel 1993 l'ultimo suddiacono Nosshy Attia Anbary scrisse la storia della diocesi in lingua araba.
L'economia di Porto Said si basa sulla pesca e sull'industria, principalmente chimica, alimentare e di produzione di sigarette. Porto Said è inoltre un importante porto sia per l'esportazione di prodotti egiziani come il cotone ed il riso che come stazione di rifornimento per le navi in transito nel Canale di Suez.
La città pur non essendo una meta turistica offre la vista suggestiva della fila interminabile di navi che aspettano di poter entrare nel Canale di Suez.

## Monumenti e luoghi d'interesse
Nella città si trova la cattedrale di Maria Regina del Mondo, soprannominata la cattedrale dei Francesi.

## Infrastrutture

### Porto
Porto Said è dotato di un approdo artificiale che si estende per circa 570 ettari lungo il tratto terminale nord del Canale di Suez ed è protetto da due moli frangiflutti che si estendono in mare dalla bassa costa sabbiosa.
Il molo ovest si estende proseguendo la linea di banchina del porto per circa 4 km, è progettato per impedire l'insabbiamento del canale derivante dal deposito di fanghi trasportati dal Nilo. All'inizio del molo vi era in precedenza una imponente statua di Ferdinand de Lesseps, il costruttore del canale di Suez, che venne abbattuta da nazionalisti egiziani nel 1956. Oggi resta solo la base della statua. A sud, sulla banchina del porto, è un faro alto 53m, con la luce visibile da 23 miglia di distanza. Il molo est è lungo quasi 2 km.
La città di Porto Said è sul lato ovest del porto, mentre il grande sobborgo di Porto Fouad è sul lato est.
A circa 3,5 km a est del porto si trova il canale di by-pass, utilizzato solitamente dalle navi che attraversano il canale di Suez senza fermarsi. La costa in questa zona è bassa e piatta.

#### Area di attesa
Al di fuori del porto c'è un'area di attesa situata tra le latitudini 31°21'N e 31°25'N e la longitudine 32°16,2'E e 32°20,6'E dove ancorano le navi in attesa di entrare nel porto o per unirsi ai convogli diretti a nord. L'area è divisa in due sezioni:
- l'area settentrionale è utilizzata dalle navi con pescaggio profondo;
- la zona meridionale è per tutti i tipi di navi.

### Aeroporto
- Aeroporto di Port Said

## Amministrazione

### Gemellaggi
- Volgograd, dal 1962
- Biserta, dal 1977